# Kaspar von Silenen

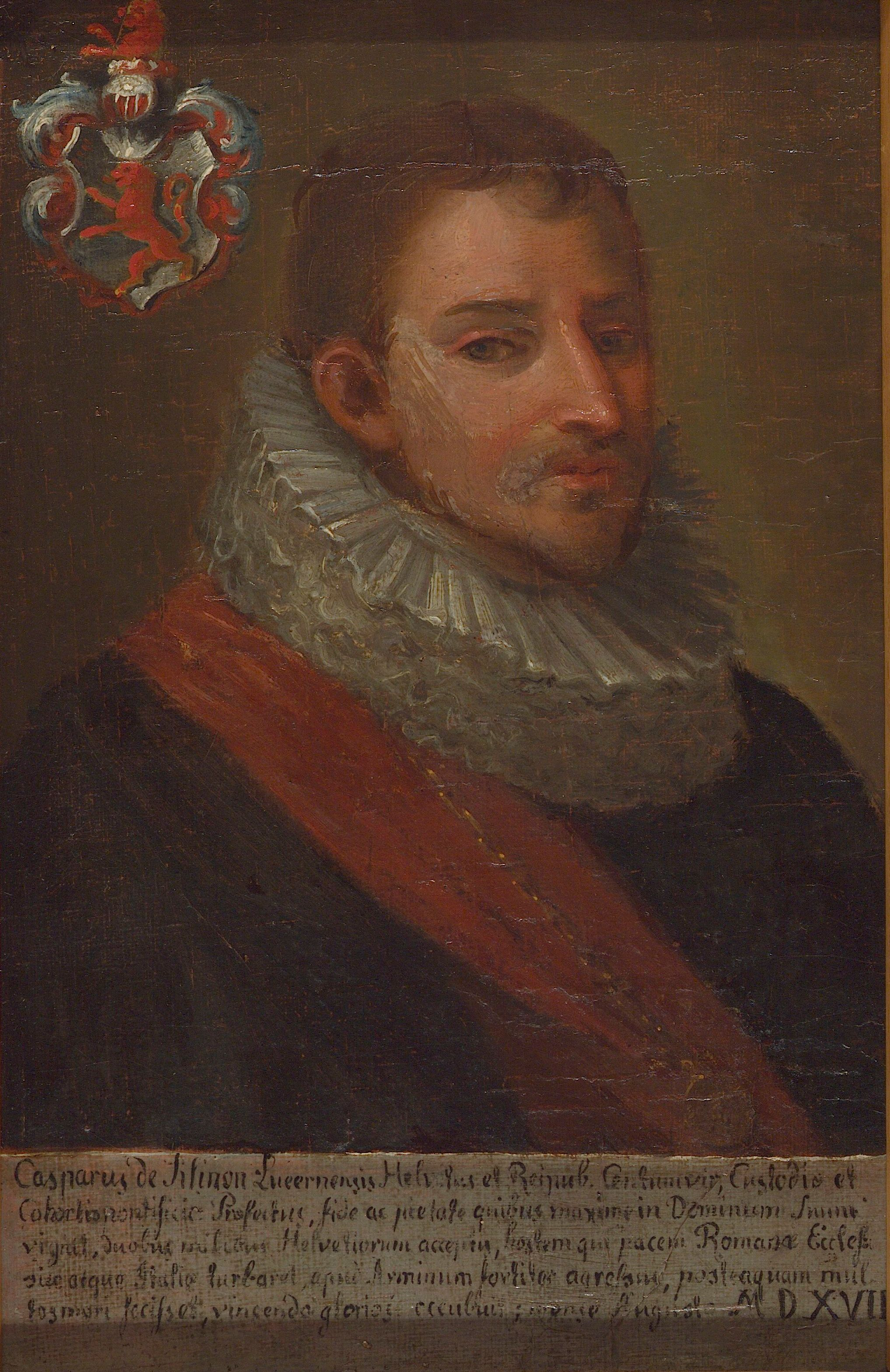
Portret Kaspara z Silenen

Sztandar Gwardii Szwajcarskiej

Kaspar von Silenen – pierwszy dowódca Gwardii Szwajcarskiej w Watykanie. Stanowisko to sprawował w latach 1506–1517. Za początek utworzenia tej armii uznaje się datę 22 stycznia 1506, kiedy to papież Juliusz II sprowadził do Watykanu Kaspara von Silenen wraz ze 150 szwajcarskimi najemnikami. 